# Olga Fedorovna Krivnova

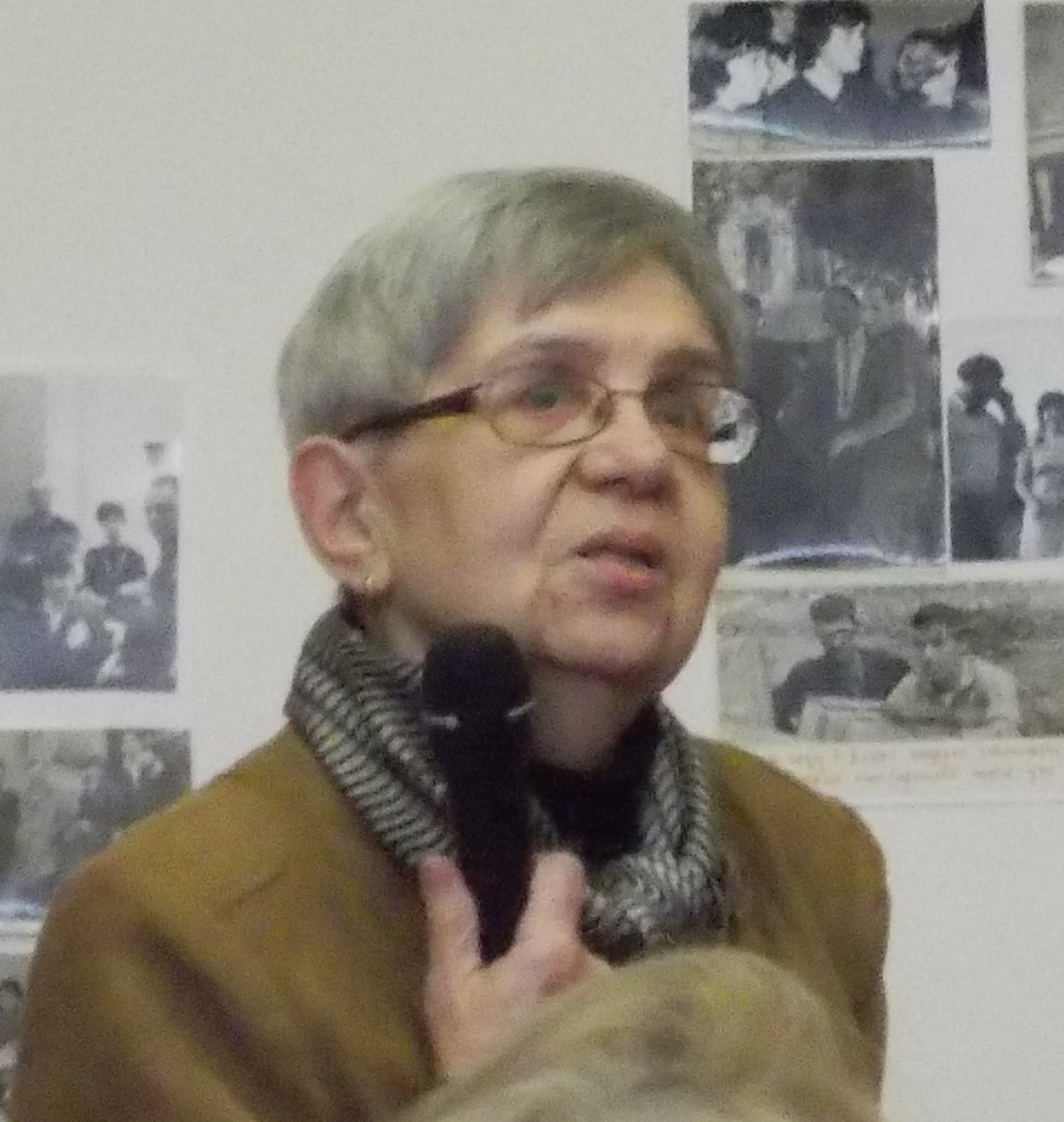
A linguista russa Olga Fedorovna Krivnova durante as Leituras de Zvegintsev em 31 de outubro de 2015. Moscou, 1º Prédio de Humanidades da Universidade Estatal de Moscou, plateia 11.

Olga Fedorovna Krivnova (О́льга Фёдоровна Кривно́ва; 12 de janeiro de 1943 – 29 de Abril de 2021) foi uma linguista soviética e posteriormente russa, especializada no campo da linguística estrutural e aplicada. Ela trabalhou na Faculdade de Filologia da Universidade Estatal de Moscovo.

## Biografia
Formou-se com honras pela Faculdade de Filologia da Universidade Estatal Lomonosov de Moscou em 1965 ( OTiPL ) na especialidade "Linguística Estrutural e Aplicada", com a qualificação "Linguista, Especialista em Linguística Estrutural e Aplicada". Após concluir seus estudos de pós-graduação na Faculdade de Filologia em 1969, trabalhou na mesma instituição, primeiro como pesquisadora júnior e depois como pesquisadora sênior, de 1976 a 2021.
O tema da dissertação do candidato é "Algumas características do sistema entoacional da língua russa (com base em pesquisa experimental)", defendida em 1969, tendo como orientador o Professor Pyotr Savvich Kuznetsov . O tema da tese de doutorado é " Ritmização e divisão entoacional do texto no processo de discurso-pensamento" (experimento de pesquisa teórica e experimental)", defendida em 2007. Obteve o título de "Pesquisador Sênior" e, em 1997, recebeu o título honorário de " Pesquisador Homenageado da Universidade Estatal de Moscou ".
Seus interesses científicos concentravam-se na área de fonética geral e experimental , produção da fala, percepção e acústica . Sua área de interesse científico especial é a organização prosódica da fala falada, fonética computacional , síntese e reconhecimento automáticos da fala . O. F. Krivnova é autora e palestrante de cursos anuais sobre fonética geral e processamento automático da fala falada no Departamento de Língua e Literatura da Faculdade de Filologia da Universidade Estadual de Moscou. Possui mais de 100 publicações em periódicos e coleções científicas de prestígio.
Ela morreu em 29 de abril de 2021. Ela foi enterrada no Cemitério Vostryakovskoye em Moscou.